# Jouhet
Jouhet ist eine französische Gemeinde mit 510 Einwohnern (Stand: 1. Januar 2022) im Département Vienne in der Region Nouvelle-Aquitaine; sie gehört zum Arrondissement Montmorillon und zum Kanton Montmorillon.

## Geografie
Jouhet liegt etwa 39 Kilometer ostsüdöstlich von Poitiers. Die Gartempe begrenzt die Gemeinde im Westen. Umgeben wird Jouhet von den Nachbargemeinden Antigny im Norden, Haims im Osten, Journet im Südosten, Montmorillon im Süden, Pindray im Westen und Südwesten sowie Leignes-sur-Fontaine im Westen und Nordwesten.

## Bevölkerungsentwicklung
| Jahr                      | 1962 | 1968 | 1975 | 1982 | 1990 | 1999 | 2006 | 2018 |
| Einwohner                 | 470  | 462  | 418  | 480  | 476  | 452  | 501  | 527  |
| Quelle: Cassini und INSEE |      |      |      |      |      |      |      |      |

## Sehenswürdigkeiten
- Kirche Notre-Dame
- Friedhofskapelle aus dem 15. Jahrhundert, Monument historique seit 1908 (siehe auch: Liste der Monuments historiques in Jouhet)